# Badener Zeitung
Die deutsch-freiheitlich orientierte Badener Zeitung, mit dem Untertitel „demokratisches Organ für den Bezirk Baden“ erschien vom 7. November 1896 bis 28. März 1945 und seit dem 2. Juni 1945 in Baden unter mehrmals wechselnden Verlegern. Die Erscheinungsweise der Zeitung wechselte von anfangs zweimal wöchentlich, auf von 1922 bis 1924 wöchentlich und von 1925 bis 1945 wiederum auf zweimal wöchentlich.
Als Beilagen erschienen ein „Illustriertes Unterhaltungsblatt“ sowie ein Veranstaltungs-Programm. Vorgänger der Badener Zeitung war das Badener Bezirks-Blatt. Zum Titel wurden wechselnde Zusätze geführt.

## Herausgeber
- Johann Wladarz
- August Meister (ab 9. Oktober 1897)
- Johann Wladarz (ab 2. November 1898)
- Rudolf M. Rohrer (ab 20. Jänner 1922)

## Redakteure
- August Meister
- Rudolf Bauer (ab 2. November 1898)
- Johann Wladarz (ab 17. Februar 1915)
- Anton Krispin (ab 5. Jänner 1918)
- Guido Piéter (ab 19. September 1924)
- Alfred Ehrmann (ab 3. Oktober 1928)
- Franz Laval (ab 23. März 1938 und ab 22. Juni 1938 Hauptschriftleiter)